# جون سويفت (لاعب كرة قدم)
جون سويفت (بالإنجليزية: John Swift)‏ (20 سبتمبر 1984 بإنجلترا في المملكة المتحدة - ) هو لاعب كرة قدم بريطاني في مركز الدفاع. لعب مع برادفورد سيتي.

## حياته المهنية
ولد سويفت في ليدز. بدأ مسيرته المهنية في أكاديمية شباب برادفورد سيتي، قبل أن يظهر لأول مرة مع فريق برادفورد الأول في 6 نوفمبر 2004، حيث بدأ بالتعادل 2–2 في دوري الدرجة الأولى على أرضه أمام كولشستر يونايتد. في مارس 2005، وقع سويفت عقدًا جديدًا لمدة عام واحد مع النادي، أبقاه هناك حتى نهاية يونيو 2006. قدم أربع مباريات أخرى خلال موسم 2004-05 حيث أنهى برادفورد المركز الحادي عشر. في الدوري الأول. شهد موسم 2005–06 مشاركة سويفت في 5 مباريات أخرى مع النادي حيث احتلوا المركز الحادي عشر مرة أخرى. بعد الفوز على بورت فايل في 22 أبريل 2006، أشاد سويفت بأنصار برادفورد، قائلاً «لقد كان المشجعون جيدين معي»، ردًا على دعمهم له بعد استبداله في النصف الأول من مباراتهم السابقة ضد جيلينجهام. وقع على تمديد عقده لمدة عام آخر في مايو 2006. بعد أن شارك في مباراتين فقط مع برادفورد سيتي خلال موسم 2006-07 حيث أنهوا في المركز 22 وهبطوا إلى الدوري الثاني، تم تسريح سويفت بواسطة برادفورد سيتي في نهاية الموسم.
بعد خروجه من برادفورد، انضم سويفت إلى فريق جيزيلي في الدوري الشمالي الممتاز، حيث ظهر لأول مرة كبديل في الشوط الثاني بعد فوزه على أرضه ضد أوسيت تاون في أغسطس 2007.

## وصلات خارجية
- جون سويفت على موقع قاعدة بيانات كرة القدم.إي يو (الإنجليزية)
- جون سويفت على موقع Soccerbase.com (لاعب) (الإنجليزية)